# نادي سلوغ
نادي سلوغ هو أحد الأندية السحرية التي ورد ذكرها في سلسلة هاري بوتر لمؤلفتها البريطانية ج. ك. رولنغ.
منشئ النادي هو الأستاذ هوراس سلوغهورن رئيس منزل سيلذرين، يقوم سلوغهورن بدعوة من يشاء لهذا النادي من أعضاء المنازل لحضور عدد من الحفلات واللقاءات الخاصة.
في أول لقاء ورد في الكتاب السادس، دعا كل من جيني ويزلي وهاري بوتر وماكيملان ونيفل لونغبوتوم.
تم هذا اللقاء في قطار هوغوورتس السريع.
لاحقا وجه الدعوة لهرمايني غرينجر بعد أن انتبه لذكائها.
لم يحب هاري هوراس بصورة عامة، لذلك حاول أن يتجنب جميع دعواته اللاحقه لحضور لقاءات النادي وذلك بأن رتب مواعيد دروسه الخاصة مع أستاذه ألباس دمبلدور في موعد اللقاء، وفي بعض الأحيان مواعيد احتجازه لدى سنيب أو مواعيد تدريبات الكويدتش بحيث يتجنب حضور هذه اللقاءات.